# Ĝ
Ĝ ، ĝ یک همخوان و نهمین حرف الفبای اسپرانتو است و نشان‌دهندهٔ آوای ج یا /dʐ/. در نبود فونت لازم برای این حرف از ترکیب gx یا gh استفاده‌ می‌شود. 

## دیگرکاربردها
- در زبان تک‌خانوادهٔ هایدا گاه از Ĝ برای نشان‌دادن آوای /ɡˤ/ بهره می‌برند.
- در زبان آلئوت Ĝ نشان‌دهندهٔ آوای /ʁ/ می‌باشد.
- در نویسه‌گردانی زبان سومری به لاتین از ĝ  برای نشان‌دادن آوای [ŋ] بهره‌می‌برند.

## منبع
Wikipedia contributors, "Ĝ," Wikipedia, The Free Encyclopedia, http://en.wikipedia.org/w/index.php?title=%C4%9C&oldid=613052648 (accessed July 14, 2014). 